# Olympie Manciniová

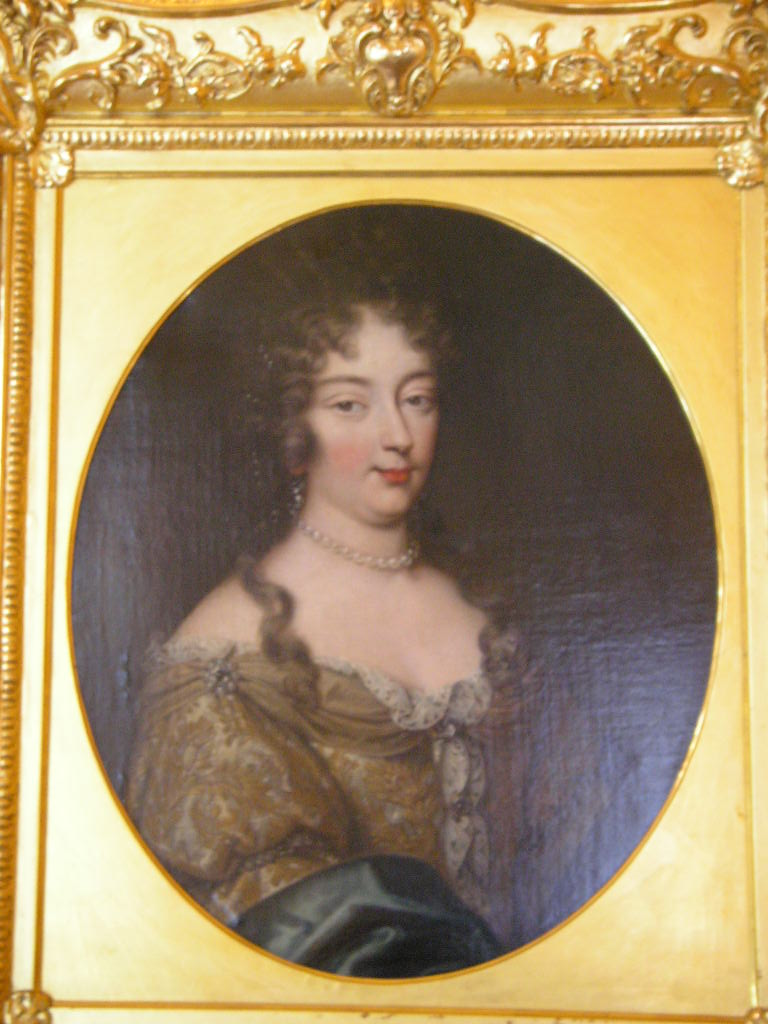
Olympie Manciniová, malba Pierra Mignarda

Olympie Manciniová, hraběnka ze Soissons (francouzsky: Olympe Mancini, italsky: Olimpia Mancini; 11. července 1638, Řím – 9. října 1708, Brusel) byla francouzská šlechtična italského původu, manželka Evžena Mořice Savojského, neteř kardinála Mazarina a matka rakouského vojevůdce Evžena Savojského. 

## Život
Narodila se v Římě jako dcera Lorenza Manciniho a jeho manželky Girolamy Mazzariniové. Pro svůj příbuzenský vztah v mládí patřila k okruhu svých sester a sestřenic na francouzském dvoře, kterým se říkalo Mazarinettes (Mazarinetky) nebo les petites Mazarines (malé Mazarinky). Pravděpodobně byla, jako její o rok mladší sestra Marie Manciniová, po jistou dobu též milenkou krále Ludvíka XIV.
Je spojována s politickými a dvorními pletichami a intrikami. Několikráte byla od francouzského královského dvora vyhnána a zase se vrátila, opakovaně byla obviňována z různých zločinů, mimo jiné z travičství; Měla otrávit svého manžela, což však není příliš pravděpodobné. Sama se stávala cílem intrik a opakovaně svým sokyním stejným způsobem oplácela. Nakonec musela uprchnout z Francie a zbytek života strávila v zahraničí, převážně v Bruselu. Stalo se tak poté, co odešel ze svého úřadu její mocný spojenec, Jean-Baptiste Colbert. Většina jejího dalšího snažení údajně spočívala v intrikách a špionáži zaměřené proti Francii a jejímu králi.

### Potomci
- 1. Ludvík Tomáš (15. 12. 1657 Paříž – 14. 8. 1702), princ savojský, hrabě ze Soissons, polní zbrojmistr, padl při obléhání pevnosti Landau[1][2]
⚭ 1680 Uranie de La Cropte de Beauvais (12. 1. 1655 – 14. 11. 1717 Paříž)[3]
- 2. Filip (8. 4. 1659 – 4. 10. 1693), svobodný a bezdětný[4]
- 3. Ludvík Julius (2. 5. 1660 – 13. 7. 1683 Petronell-Carnuntum), svobodný a bezdětný, padl v boji proti Turkům[4]
- 4. Emanuel Filibert (16. 10. 1662 – 18. 4. 1676)[4]
- 5. Evžen (18. 10. 1663 Paříž – 21. 4. 1736 Vídeň), princ savojský a carignanský, hrabě ze Soissons, vojevůdce a politik, generalissimus rakouských vojsk, svobodný ale měl nemanželské potomky[5][6]
- 6. Marie (1. 1. 1665 – 30. 5. 1730), svobodná a bezdětná[4]
- 7. Luisa Filiberta (15. 11. 1667 – 26. 2. 1726), svobodná a bezdětná[4]
- 8. Františka (21. 12. 1668 – 24. 2. 1671)[4]